# Giuseppe Maggio
Pour les articles homonymes, voir Maggio.
Giuseppe Maggio, né à Rome le 13 novembre 1992, est un acteur italien. En 2018, il incarne le personnage de Fiore dans la série télévisée italienne Baby, distribuée par Netflix.

## Filmographie

### Cinéma
- 2009 : Amore 14 (it) de Federico Moccia[2] : Massi
- 2011 : Almeno tu nell'universo (it) d'Andrea Biglione : Marco
- 2012 : Bologna 2 agosto... i giorni della collera de Giorgio Molteni
- 2013 : Un fantastico via vai (it) de Leonardo Pieraccioni[3] : Marco
- 2018 : Un amore così grande (it) : Wladimir
- 2020 : Tellement beau (Sul più bello) : Arturo
- 2022 : Quattro metà (it) : Dario
- 2022 : Di più non basta mai : Toni
- 2024 : Maria de Jessica Palud : Bernardo Bertolucci

### Télévision
- 2011 : Fratelli detective
- 2013 : Provaci ancora prof! 5
- 2015 : Solo per amore : Stefano Nardi / Stefano Mancini
- 2015 : Il bosco : Niccolò Brighenti (4 épisodes)
- 2016 : Tutti insieme all'improvviso : Paolo
- 2017 : Solo per amore - Destini incrociati : Stefano Nardi / Stefano Mancini (9 épisodes)
- 2018 : La Compagnia del Cigno
- 2018 : Baby : Fiore (18 épisodes)
- 2023 : Bardot : Enzo